# Leo McHugh Carroll
Leo McHugh Carroll (* 5. Mai 2000 in Chicago, Illinois) ist ein US-amerikanischer Filmschauspieler. 

## Leben
Leo McHugh Carroll ist das jüngste von insgesamt fünf Kindern von Vicki McHugh und Pete Carroll. Er hat zwei ältere Brüder und eine ältere Schwester. Auch hat er einen eineiigen Zwillingsbruder, Lucas. Dieser stand 2009 bereits ebenfalls als Schauspieler, als Filmsohn Matt Damons in Der Informant! vor der Kamera.
Nach der Scheidung der Eltern wuchs Leo bei seiner Mutter in Grand Beach, einem Vorort von Michigan City im US-Bundesstaat Indiana heran. Er besuchte in La Porte eine von seiner Mutter gegründeten Grundschule im Stil von Maria Montessori. 2007 stand er in Die Gebrüder Weihnachtsmann an der Seite von Vince Vaughn erstmals vor der Kamera, allerdings fielen die Szenen mit ihm dem Schneidetisch zum Opfer.
2012 nahmen beide Brüder am Casting zu Darren Aronofskys Film Noah teil; nur Leo erhielt den Part des Japhet, des jüngsten Sohnes des Patriarchen Noah.

## Filmografie
- 2007: Die Gebrüder Weihnachtsmann (Fred Claus)
- 2014: Noah (Noah)